# Viggbyholm

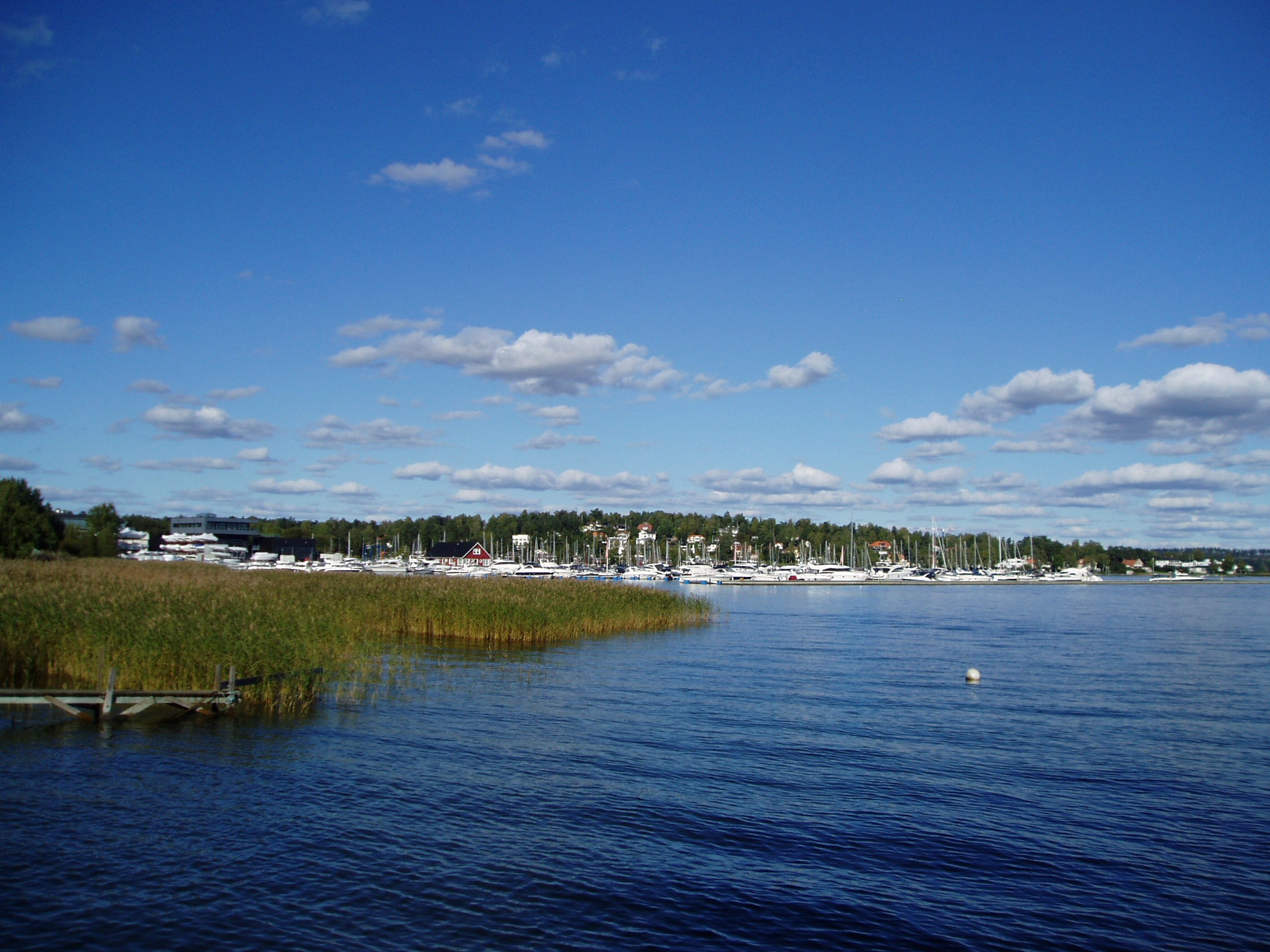
Vy mot Viggbyholm och Viggbyholms marina.

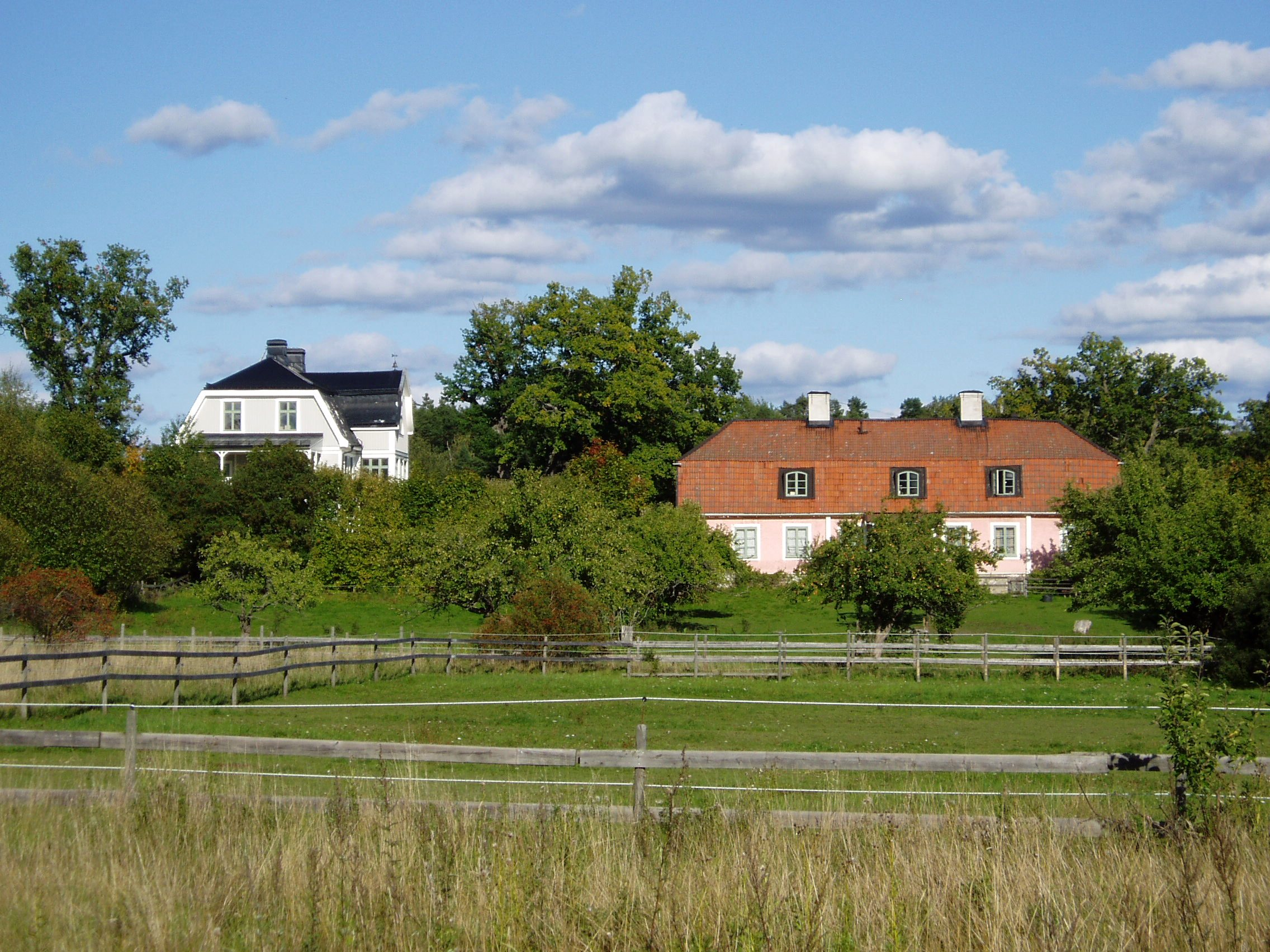
Viggbyholms gård.

Viggbyholm är en stadsdel i Täby kommun, Stockholms län. Den gränsar i öster mot Hägernäs, i söder mot Stora Värtan, i väster mot Näsbypark och Tibble samt i norr mot Gribbylund och Rönninge. Viggbyholm genomkorsas av motorvägen E18 och järnvägen, som utgör barriärer, och brukar därför i allmänhet delas in i delarna "Sjösidan", "Stationssidan" och Rönningesjösidan.

## Ortnamnet
Namnet kommer från Viggbyholms gård, tidigare Viggebyholms gård. Namnhistoriskt sett är Viggby i namnet en förvrängning av Vikby och syftar på en äldre bebyggelse i den vik där småbåtshamnen i dag ligger.

## Bebyggelse
Det var på Viggbyholms gårds ägor man i början av 1900-talet anlade en station utmed den då nyöppnade Österskärslinjen på Roslagsbanan. Stationen (se Viggbyholm (Roslagsbanan)) fick ge namn åt det villasamhälle som till följd av järnvägen växte upp intill denna. I slutet av 1940-talet byggdes de första kvarteren med flerfamiljshus (så kallade stjärnhus) och i slutet av 1960-talet ytterligare 600 lägenheter på Viggbygärdet.

## Skolor
I Viggbyholm finns flera skolor såsom Viggbyskolan (1926), Drakskeppsskolan (1957) och Bergtorpsskolan (1971). Åren 1928-72 var den kända progressiva internatskolan Viggbyholmsskolan inrymd på ett stort område i och omkring Viggbyholms gård. 

## Grönområden
I Viggbyholm finns flera grönområden däribland Björnberget, tidigare känt som August Strindbergs Park. Björnberget är en välbevarad parkmark mitt i villaområdet, till största del bestående av kuperad bergsterräng och ett fornminne i form av en stensättning, troligen en grav från bronsåldern. Andra grönområden i Viggbyholm är Lorensviksparken intill Värtan och Virauddsparken intill Rönningesjön.
Man finner här även Viggbyholms småbåtshamn, med Viggbyholms Båtklubb, en livlig hamnkommers och båtförsäljning. Rönningesjön sträcker sig in i norra Viggbyholm.

## Stationen
Viggbyholm har en station på Roslagsbanan, se Viggbyholm (Roslagsbanan)